# 클라미디아속
클라미디아속(Chlamydia)은 트라코마 또는 앵무병의 병원균으로서 예전에는 바이러스로 취급되었다. 그러나, 바이러스와 달리 2종류의 핵산과 효소가 있으며, 핵산을 자체적으로 합성한다. 합성에 필요한 고에너지 물질인 아데노신 삼인산(ATP)은 숙주에 의존하고 있다. 이러한 특성들이 밝혀져 현재는 세균으로 분류되고 있다. 클라미디아 감염은 인간에게 가장 흔한 세균성 성병이며, 전 세계적으로 전염성 실명의 주요 원인 중에 하나이다.

## 주요 아종들
- 클라미디아 트라코마티스(인간에게만 영향을 끼치는 병원균)

- 클라미디아 스위스(돼지에게만 영향을 끼치는 병원균)

- 클라미디아 무리다룸(쥐와 햄스터에게만 영향을 끼치는 병원균)[3]
- 인간은 주로 클라미디아 트라코마티스, 클라미디아 뉴모니아, 클라미디아 아보르터스, 시타치에 걸린다.[4]

## 분류
클라미디아의 독특한 발달주기 때문에 분류학적으로는 별도의 순서로 분류되었다.
1990년대 6종의 클라미디아가 알려졌다. 1999년 당시 새로운 DNA 분석 기술을 사용하여, 기존에 발견되었던 3종에서 3종을 추가로 분리해서 6종을 확인했다. 2009년 새로운 DNA 분석 방식이 나오자, 추가적으로 분리가 되어 9종으로 확정되었다. 2013년도에 프랑스에서 새로운 종이 추가되어 10종으로 변경되었고, 2014년도에 2개가 추가되었다. 2015년에 하나 더 추가되었고, 하나 재분류 중이다. 그래서 총 12종 확정에 1종 분류 대기중 상태이다.

## 클라미디아 감염증
클라미디아 감염증(Chlamydia infection)은 클라미디아 트라코마티스라는 박테리아에 의해 사람에게 발생하는 흔한 성병이다. 감염이 된 사람들은 대부분 증상이 발현되지 않는다. 증상이 발현되더라도 감염 후 몇 주가 걸린다. 남성에서는 비임균성 요도염, 여성에서는 자궁경부염의 형태로 나타난다.

## 같이 보기
- 클라미디아 감염증